# Dzięcioł łąkowy
Dzięcioł łąkowy (Colaptes campestris) – gatunek średniej wielkości ptaka z rodziny dzięciołowatych (Picidae), zamieszkujący Amerykę Południową. Nie jest zagrożony.

## Systematyka
Międzynarodowy Komitet Ornitologiczny (IOC) wyróżnia dwa podgatunki C. campestris:
- C. c. campestris (Vieillot, 1818) – dzięcioł łąkowy[4] – środkowy Surinam, północno-środkowa Brazylia oraz od wschodniej Brazylii do Boliwii i środkowego Paragwaju
- C. c. campestroides (Malherbe, 1849) – dzięcioł pampasowy[4] – środkowy i południowy Paragwaj do południowo-wschodniej Brazylii, Urugwaju i wschodniej Argentyny

Autorzy Handbook of the Birds of the World (a tym samym IUCN) uznają dzięcioła pampasowego za osobny gatunek (C. campestroides).

## Morfologia
Długość ciała około 28–31 cm, masa ciała około 155 g.
Duży dzięcioł o czarnym ciemieniu i potylicy. Z wierzchu ciemny, jaśniej prążkowany; kuper białawy. Wokół czarnych oczu biała obrączka. Złotożółta barwa pokryw usznych rozciąga się aż na pierś. Widoczny ciemny wąs, gardło białe lub czarne (zależy od podgatunku). Spód ciała biały z równomiernymi czarnymi prążkami.

## Zasięg, środowisko
Środkowa, wschodnia i południowo-wschodnia Ameryka Południowa, izolowane populacje także w północnej części kontynentu. Sawanna, pampa i inne obszary trawiaste, campos, caatinga, skraje lasów, polany, użytki rolne. Rzadki w nizinnych lasach bagiennych, w pobliżu rzek i na wyspach rzecznych.

## Ekologia
Żywi się mrówkami, które zbiera z ziemi. Często widywany w stadach. Gniazda buduje w uschniętych drzewach, norach ziemnych lub kopcach termitów.

## Status
IUCN od 2014 roku uznaje podgatunki dzięcioła łąkowego za osobne gatunki, oba zalicza do kategorii najmniejszej troski (LC – Least Concern). Trendy liczebności ich populacji uznaje się są wzrostowe.